# Zemský okres Mohan-Kinzig
Zemský okres Mohan-Kinzig (německy Main-Kinzig-Kreis) je zemský okres v německé spolkové zemi Hesensko, ve vládním obvodu Darmstadt. Sídlem správy zemského okresu je město Gelnhausen. Má přibližně 419 tisíc obyvatel. 

## Města a obce
| Města: 1. Bad Orb 2. Bad Soden-Salmünster 3. Bruchköbel 4. Erlensee 5. Gelnhausen 6. Hanau 7. Langenselbold 8. Maintal 9. Nidderau 10. Schlüchtern 11. Steinau an der Straße 12. Wächtersbach | Obce: 1. Biebergemünd 2. Birstein 3. Brachttal 4. Flörsbachtal 5. Freigericht 6. Großkrotzenburg 7. Gründau 8. Hammersbach 9. Hasselroth 10. Jossgrund 11. Linsengericht 12. Neuberg 13. Niederdorfelden 14. Rodenbach 15. Ronneburg 16. Schöneck 17. Sinntal |

nezařazené území: Gutsbezirk Spessart